# ブライアン・ラムレイ
ブライアン・ラムレイ（Brian Lumley、1937年12月2日 - 2024年1月2日）は、イギリスのホラー小説家。イギリス・ダラム郡ホーデン生まれ。
少年時代にロバート・ブロックの『無人の家で発見された手記』を読んでクトゥルフ神話に傾倒した。1959年から1980年にかけてイギリス陸軍に所属。趣味で書き始めた小説をオーガスト・ダーレスに認められ、1968年に『アーカム・コレクター』誌に『深海の罠』が掲載され小説家としてデビューする。
1971年に、アーカム・ハウス社から初期作品集『黒の召喚者』を刊行した。続いてオカルト探偵タイタス・クロウを主人公とする一連の中短編を次々に発表し、1975年からは長編開始。ラムレイの邪神には、シュド＝メル、イブ＝ツトゥル、バグ＝シャース、クタニド（旧神）などがいる。
日本では2冊の短編集が翻訳出版され、タイタス・クロウ・サーガに属する長編6作品が出版された。ほかにも未訳の長編が多数ある（タイタス・クロウの登場しないクトゥルフ神話もの、ヒロイック・ファンタジーなど）。イギリスホラー作家協会会長（2012年現在）。

## 短編

### 短編集
- 『黒の召喚者』 The Caller of the Black （国書刊行会、アーカム・ハウス叢書）
  - 「序文」：ラムレイ自身による
  - 「自動車嫌い」「深海の罠」「縛り首の木」「屋根裏部屋の作家」「黒の召喚者」「ニトクリスの鏡」「海が叫ぶ夜」「異次元の潅木」「魔物の証明」「ダイラス＝リーンの災厄」「デ・マリニイの掛け時計」「創作の霊泉」「真珠」「狂気の地底回廊」
- 『タイタス・クロウの事件簿』 The Compleat Crow （東京創元社、創元推理文庫）[※ 1]
  - 「タイタス・クロウについての若干の覚え書き」「誕生」「妖蛆の王」「黒の召喚者」「海賊の石」「ニトクリスの鏡」「魔物の証明」「縛り首の木」「呪医の人形」「ド・マリニーの掛け時計」「名数秘法」「続・黒の召喚者」

### その他短編
- 大いなる帰還
- 盗まれた眼
- ダゴンの鐘
- 大いなる"C"
- けがれ

## 長編
- ＜タイタス・クロウ・サーガ＞ TITUS CROW SAGA（東京創元社、創元推理文庫）[※ 1]
  - 『地を穿つ魔』[† 1] The Burrowers Beneath
  - 『タイタス・クロウの帰還』[† 2] The Transition of Titus Crow
  - 『幻夢の時計』[† 3] The Clock of Dreams
  - 『風神の邪教』[† 4] SPAWN OF THE WINDS
  - 『ボレアの妖月』[† 5] IN THE MOONS OF BOREA
  - 『旧神郷エリシア』[† 6] ELYSIA:THE COMING OF CTHULHU
- Necroscope
  - 日本では、夏来健次による訳が、『ネクロスコープ　死霊見師ハリー・キーオウ 』という題名で2019年に創元推理文庫から上下巻で刊行された[4]。吸血鬼ものシリーズで、英語圏ではクトゥルフよりもこちらがラムレイの代表作とみなされている[5]。
- 幻夢境シリーズ
  - 『幻夢の英雄』Hero of Dreams（青心社）

ほか、未訳の長編2作、短編集1冊、未収録短編2作がある。

## 関連事項
- 『幽霊狩人カーナッキ』（ウィリアム・H・ホジスン）
- 『妖怪博士ジョン・サイレンス』（アルジャーノン・ブラックウッド）
- 『斬魔大聖デモンベイン』：主人公・大十字九郎の名前はタイタス・クロウにちなむ[3]。